# فریدون فضلی
فریدون فضلی (زاده قائم‌شهر) بازیکن فوتبال و آقای گل سابق لیگ برتر فوتبال ایران است. او یکی از بهترین گل‌زن های تاریخ مسابقات لیگ برتر است. تخصص وی گلزنی با ضربه سر بوده است ، او با هشتاد و پنج گل چهارمین گل‌زن برتر تاریخ لیگ ایران است و همچنین سابقه عضویت در تیم فوتبال ایران را دارد.